# Desa Situgede (administrativ by i Indonesien, lat -7,22, long 107,98)
Desa Situgede är en administrativ by i Indonesien.   Den ligger i provinsen Jawa Barat, i den västra delen av landet, 170 km sydost om huvudstaden Jakarta.